# Сендзивой, Михал
Ми́хал Сендзивой (пол. Michał Sędziwój; 1566; ум. 1646 в Кракове), также Сендивогий; Сендивогиус или Михаэль Сендзивогиус Полонус (лат. Michael Sendivogius Polonus) — польский алхимик и врач. Издатель трудов шотландца Александра Сетона-Космополита.

## Биография
Михал Сендзивой обучался в краковском университете. Освободил Сетона-Космополита из застенков, куда того поместил в 1602 году саксонский курфюрст Кристиан II. После скорой смерти учителя (1604) якобы присвоил его имя «Космополит» и продолжил его дело: ездил по Европе и проводил алхимические опыты трансмутации. Сендзивой публиковал манускрипты, в Праге в 1604 году издал «De Lapide Philosophorum tractatus XII». Самый известный его труд — «Философские письма, особо ценные для интересующихся герметическими истинами», где он довольно просто объясняет великие принципы герметической науки.

## Память
Прототип героя польского фильма в жанре фэнтези 1989 года «Алхимик».